# Fretilin
Fretilin, port. Frente Revolucionária de Timor-Leste Independente (Revolutionära fronten för ett självständigt Östtimor) är det ledande oppositionspartiet i Östtimor.
Fretilin bedrev från 1974 väpnad kamp mot kolonialmakterna Portugal och Indonesien. Efter självständigheten från Indonesien 2002 till 2007 var Fretilin i regeringsställning. Utrikespolitiskt har Fretilin eftersträvat en försoningspolitik mot Indonesien. Inrikespolitiskt har man försökt bygga upp landet efter den omfattande förödelse som ockupationsmaktens armé och milisgrupper orsakade inför folkomröstningen om självständighet 1999, ordna bostäder åt flyktingar och lindra landets svåra fattigdom.
Fretilin-ledarna José Ramos-Horta och biskop Carlos Felipe Ximenes Belo fick Nobels fredspris 1996. En annan viktig ledare var poeten och gerillabefälhavaren Xanana Gusmão, som sedermera var president mellan 2002 och 2007 och som var Östtimors premiärminister från 8 augusti 2007 till 16 februari 2015.